# Majorité sexuelle en Océanie

Âge de la majorité sexuelle dans le monde

Cette article traite de la majorité sexuelle en Océanie.

## Australie
L'Australie étant une fédération d'États et de Territoires, chaque État et chaque Territoire possède sa propre loi. Il en résulte que l'âge de la majorité sexuelle varie selon la juridiction concernée ainsi qu'en fonction de l'âge des protagonistes, de leur sexe et de leurs pratiques sexuelles. C'est ainsi que la sodomie n'est pas interdite par la législation dans les États du Queensland et de Tasmanie.
Cependant, en raison de différentes affaires internationales impliquant la constitution australienne, le Comité des droits de l'homme aux Nations unies a fait pression sur le gouvernement australien pour faire abroger la discrimination concernant l'âge de la majorité sexuelle entre personnes qu'elles soient homosexuelles et/ou hétérosexuelles.

### Lois fédérales
La loi fédérale s'applique à tout citoyen, résident ou corps constitué Australien. Elle stipule que, « lorsque la personne séjourne a l'étranger », cette personne commet un délit en cas de rapports sexuels avec un « mineur de 16 ans » ou d'incitation sur la personne d'« mineur de 16 ans » à avoir des rapports sexuels avec elle ou encore de l'impliquer, d'une façon ou d'une autre, dans un acte à caractère sexuel.
Les pratiques sexuelles consenties entre adultes dans le cadre de leur vie privée et indépendamment de leur sexe et de leurs orientations sexuelles ne sont pas répréhensibles au regard de l'article 4 de la Human Rights (Sexual Conduct) Act de 1994.

### Australie-Méridionale
Le fait d'avoir des rapports sexuels avec une personne « mineure de 17 ans » est considéré comme un délit en Australie-Méridionale. Cependant, si les protagonistes sont âgés de 16 ans au moment des faits ou s'ils sont mariés l'un avec l'autre, ils peuvent bénéficier de circonstances atténuantes. Par contre, est considéré comme un délit, le fait d'avoir des rapports sexuels avec une personne âgée de moins de 18 ans si cette personne est sous la responsabilité de l'accusé(e) (tuteur, enseignant, etc.).

### Australie-Occidentale
La pénétration sexuelle d'une personne mineure de 16 ans est un délit aux yeux de la loi d'Australie-Occidentale. Est également considéré comme un délit, le fait d'avoir des rapports sexuels avec une personne mineure de 18 ans lorsque cette personne est sous la responsabilité de l'accusé(e) (tuteur, enseignant, etc.).

### Nouvelle-Galles du Sud
Le fait d'avoir des rapports sexuels (ou sa tentative) avec une personne « mineure de 16 ans » est un délit en Nouvelle-Galles du Sud. De plus, est également considéré comme un délit, le fait d'avoir des rapports sexuels avec un/une « mineure de 18 ans » si cette personne est sous la responsabilité de l'accusé(e) (tuteur, enseignant, etc.).

### Territoire du Nord
Dans le Territoire du Nord, est considéré comme un délit le fait d'avoir des rapports sexuels avec un/une « mineur(e) de 16 ans ». De plus, est considéré comme un délit, le fait d'avoir des rapports sexuels si la personne est « mineure de 18 ans » et placée sous la responsabilité de l'accusé(e) (tuteur, enseignant).

### Queensland
Au Queensland, le fait d'avoir « une relation charnelle » avec une personne « mineure de 16 ans » constitue un délit. Cependant, au Queensland, la sodomie n'est pas considérée comme une « relation charnelle ». La sodomie ne tombe sous le coup de la loi criminelle que lorsqu'elle est pratiquée avec un/une « mineure de 18 ans » et ce, quel que soit le sexe ou la position d'accouplement de l'un ou l'autre des protagonistes, .

### Tasmanie
En Tasmanie, la loi a fixé l'âge de la majorité sexuelle à 17 ans. Tout rapport sexuel avant cet âge est un délit. Cependant, il y a circonstance atténuante s'il n'y a pas eu de sodomie, que le plus jeune élément du couple est âgé de 12 ans ou plus et que leur différence d'âge n'excède pas trois ans. Il y a également une circonstance atténuante s'il n'y a pas eu de sodomie, que le plus jeune élément du couple est âgé de 15 ans ou plus et que leur différence d'âge n'excède pas cinq ans,.

### Territoire de la capitale australienne
Le fait d'avoir des rapports sexuels avec une personne « mineure de 16 ans » est un délit sur le Territoire de la capitale australienne. Cependant, est réputée circonstance atténuante, le fait que l'un des partenaires est âgé(e) de 10 ans ou plus et que la différence d'âge entre les deux protagonistes est inférieure à deux ans.

### Victoria
La pénétration sexuelle d'une personne âgée de moins de 16 ans est un délit au regard de la loi de l'État de Victoria. Cependant, il y a circonstance atténuante si le plus jeune élément du couple est âgé d'au moins dix ans et que leur différence d'âge n'excède pas deux ans. Par contre, est considéré comme un délit, le fait d'avoir des rapports sexuels avec une personne âgée de moins de 18 ans si cette personne est sous la responsabilité de l'accusé(e) coupable (tuteur, enseignant, etc.).

## Fidji
Les « relations charnelles » avec une fille « mineure de 18 ans » sont un crime aux îles Fidji. Si le coupable « a des raisons de penser et a réellement pensé » que la fille était âgée d'au moins seize ans, il peut plaider une circonstance atténuante.

## Île Norfolk
Le fait d'avoir des rapports sexuels ou même de commettre un « attentat à la pudeur » avec un/une « mineur(e) de 16 ans » est considéré comme un délit sur le territoire de l'Ile Norfolk.

## Nouvelle-Zélande
L'âge de la majorité sexuelle a été fixé à 16 ans en Nouvelle-Zélande. Tout rapport sexuel avant cet âge constitue un délit. De plus, est un délit, la relation sexuelle avec une personne âgée de moins de 18 ans si la victime est sous la responsabilité de l'accusé (parent, beau-parent, parent adoptif, tuteur, oncle, tante ou tout autre membre de la famille élargie (Whanau), ou détenant une autre autorité ou encore responsable de l'éducation de ladite victime).
L'âge de la majorité sexuelle était le même pour tous : (hétérosexuels, saphistes, et homosexuels) jusqu'à la loi de 1986 connue sous le nom de Homosexual Law Reform Act et portant réforme de la loi concernant l'homosexualité. L'âge de la majorité sexuelle en Nouvelle-Zélande (comme dans la plupart des pays occidentaux) est actuellement stricte. Les relations sexuelles consensuelles entre adultes et jeunes adolescents ne sont habituellement pas poursuivies à moins que les parents ou l'enfant lui-même ne portent plainte. Bien que les relations sexuelles consensuelles entre un adolescent âgé de 14 ans ou plus et un adolescent de moins de 16 ans soient susceptibles d'être poursuivies (les deux peuvent l'être s'ils sont tous deux âgés de 14 ans ou plus), le cas est extrêmement rare dans les faits. Même en cas de plainte, les poursuites sont à la discrétion de la police et, si la différence d'âge entre les deux protagonistes est faible, la plainte aboutit rarement. La meilleure solution reste les associations familiales. Une tentative pour formaliser le cas que nous venons de décrire dans la loi de 2004 a été abandonnée après un tollé de la population. Avant 2005, aucune loi néo-zélandaise n'interdisait une forme quelconque de relation sexuelle entre une femme adulte et un enfant mineur

## Papouasie-Nouvelle-Guinée
Une relation charnelle avant l'âge de 16 ans est un délit en Papouasie-Nouvelle-Guinée. Si la victime est âgée d'au moins douze ans, l'accusé peut se défendre en prétextant « qu'il pensait, à son corps défendant » que la fille était âgée d'au moins 16 ans. La conduite indécente de quiconque avec un garçon « mineur de 14 ans » est un délit. Les garçons âgés de « moins de 17 ans » ne sont pas jugés aptes à donner leur consentement pour des actes [sous entendu sexuels] avec un autre homme. Ces actes, lorsqu'ils sont perpétrés, sont susceptibles d'être assimilés à un attentat à la pudeur. De même, avoir ou autoriser des relations charnelles « contre nature » est contraire à la loi quel que soit l'âge. Elles sont réputées comme « attentat à la pudeur » lorsque ces relations sont perpétrées entre des hommes.

## Îles Pitcairn
L'âge de la majorité sexuelle aux îles Pitcairn semble être de 16 ans d'après le cas, jugé en 1999, d'un touriste néo-zélandais accusé de « relation charnelle contraire à la loi » avec une fille de 15 ans. Cependant, la sentence rendue à la suite de ce qui est connu sous le nom de Jugement pour violences sexuelles aux Îles Pitcairn en 2004 a été celle d'un non-lieu pour tous les protagonistes sauf un. La défense ayant fait valoir que « le rapport sexuel avec des filles (présumées consentantes) n'ayant pas atteint leur majorité sexuelle légale » était habituel à partir de l'âge de 12 ans aux Îles Pitcairn, la Cour a estimé que la plupart des chefs d'inculpation pour viol ou violences sexuelles s'appliquaient à des filles sexuellement majeures (sauf un chef d'inculpation pour « attentat majeur à la pudeur » avec une mineure de 14 ans »).

## Vanuatu
La pénétration vaginale d'une fille « de moins de 15 ans » est un délit en République de Vanuatu. En cas d'homosexualité, l'âge de la majorité sexuelle est porté à 18 ans.

## Samoa
Les rapports sexuels avec « une mineure de 16 ans » sont des délits aux îles Samoa. Une circonstance atténuante peut être trouvée si la fille est consentante, est âgée de plus de douze ans et le garçon plus jeune que la fille ou âgé de moins de 21 ans et pense que « la fille est âgée d'au moins 16 ans ». Ces circonstances atténuantes ne sont pas plaidables si le consentement a été obtenu frauduleusement.
Il n'existe pas d'âge pour la majorité sexuelle d'un garçon. Cependant la sodomie est illégale quel que soit l'âge. Il est illégal de commettre des actes portant attentat à la pudeur sur des garçons dont l'âge est « inférieur à 16 ans ». Il est interdit à une femme âgée de 21 ans ou plus de commettre des actes indécents à l'encontre d'une fille âgée de « moins de 16 ans».

## Tonga
L'âge de la majorité sexuelle est de 16 ans aux îles Tonga. Une fille âgée de moins de 16 ans ne peut légalement donner son consentement pour des actes qui constitueraient un attentat à la pudeur (Article 124). Tout acte d'attentat à la pudeur sur un mineur de 12 ans est un délit. Le consentement de la victime n'est pas une circonstance atténuante. La sodomie est illégale quel que soit l'âge.

## Hawaï
L'âge de la majorité sexuelle est de 16 ans à Hawaï. Il existe toutefois une clause d'exception à la loi qui permet aux enfants âgés de 14-15 ans de donner leur consentement si l'autre partie a une « différence d'âge inférieure à cinq ans » avec la première.

## Samoa américaines
L'âge de la majorité sexuelle est de 16 ans[réf. nécessaire] aux Samoa américaines. La non observation de la loi constitue un délit.